# Весёлая Поляна (Башкортостан)
Весёлая Поляна (баш. Веселая Поляна) — деревня в Бакалинском районе Республики Башкортостан Российской Федерации. Входит в состав Старокостеевского сельсовета. Живут русские (2002). С 2005 современный статус.

## География

### Географическое положение
Расстояние до:
- районного центра (Бакалы): 29 км,
- ближайшей ж/д. станции (Туймазы): 102 км.

## Топоним
Название происходит от именования местности Весёлая поляна

## История
Статус деревня, сельского населённого пункта, посёлок Весёлая поляна получил согласно Закону Республики Башкортостан от 20 июля 2005 года N 211-з «О внесении изменений в административно-территориальное устройство Республики Башкортостан в связи с образованием, объединением, упразднением и изменением статуса населённых пунктов, переносом административных центров», ст.1

6. Изменить статус следующих населенных пунктов, установив тип поселения — деревня…

7) в Бакалинском районе: 

б) поселка Веселая Поляна Казанчинского сельсовета
В связи с упразднением в 2008 году Казанчинского сельсовета деревня вошла в состав Старокостеевского сельсовета (Закон Республики Башкортостан от 19.11.2008 N 49-з «Об изменениях в административно-территориальном устройстве Республики Башкортостан в связи с объединением отдельных сельсоветов и передачей населённых пунктов», ст.1, п.6, д)).

## Население
| 2002 | 2009 | 2010 |
| ---- | ---- | ---- |
| 11   | ↘7   | ↘5   |

### Национальный состав
Согласно переписи 2002 года, преобладающая национальность — русские (82 %).